# 잠바주스

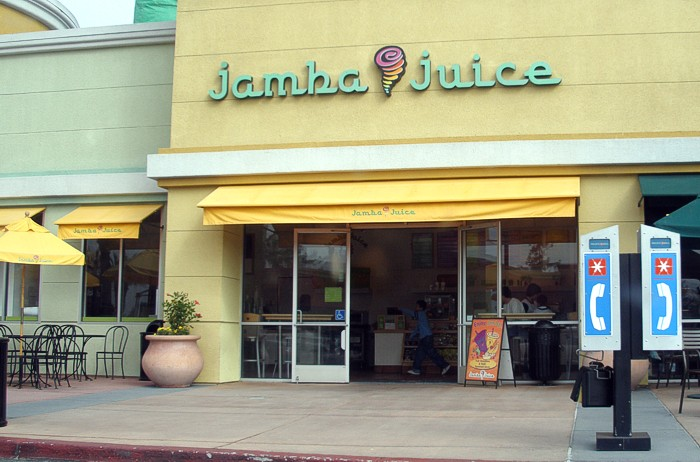
산타클라라에 있는 잠바주스

잠바주스(Jamba Juice)는 블렌딩된 과일 및 채소 주스, 스무디 및 기타 식품을 판매하는 미국의 퀵 서비스 레스토랑 및 주스 바 체인이다. 원래 주스 클럽이라는 이름으로 1990년 샌루이스오비스포에 첫 번째 잠바 매장이 문을 열었다. 잠바는 2019년에 인수를 완료한 사모 펀드 회사인 로어크 캐피털 그룹의 계열사인 GoTo Foods가 소유하고 있다. 이 회사는 미국 36개 주에서 850개 이상의 매장을 운영하고 있으며, 오스트레일리아, 일본, 필리핀, 중화민국, 대한민국, 태국, 인도네시아에도 매장이 있다.
대한민국에는 2011년에 SPC그룹을 통해서 들어왔다.

## 역사
잠바 주스는 캘리포니아 폴리테크닉 주립 대학교 샌루이스오비스포에 커크 페론이 설립했다. 슈퍼마켓 관리자로 일했으며 열렬한 사이클리스트이자 건강한 생활 방식을 지지했던 페론은 "시장은 대부분 지방으로 가득 차 있었다"며 운동 후 간식의 품질에 불만을 느껴 이 레스토랑을 열었다. 주스 클럽이라는 이름의 첫 번째 레스토랑은 1990년 3월 31일 샌루이스오비스포에 문을 열었다. 1990년 샌루이스오비스포에 주스 클럽 주식회사로 법인화되었다. 1991년까지 주스 클럽은 가맹업을 통해 19개 지점으로 확장되었으나, 페론은 나중에 프랜차이즈 모델을 포기하고 회사 소유 매장을 선호했다. 1995년 이 체인점은 서아프리카어로 "축하"를 의미하는 단어에서 따와 잠바 주스로 이름이 변경되었다. 잠바 주스는 1999년 3월 24일 경쟁 주스 바인 Zuka Juice를 인수했다.
2006년 3월 13일, 잠바 주스는 Services Acquisition Corp. International에 2억 6천 5백만 달러에 인수되었다. 이 회사는 블록버스터 Inc.의 전 CEO인 스티븐 버라드가 이끄는 기업인수목적회사였다. 거래 완료 후 상장된 Services Acquisition은 이름을 Jamba, Inc.로 변경했다.
2006년 6월, Jamba, Inc.는 3천 5백만 달러의 전환 우선주 거래를 완료했다고 발표했다. 이 자금은 소비자 제품 및 서비스 회사에 중점을 둔 사모 펀드인 Mistral Equity Partners의 1천 9백 5십 5만 달러 투자에 의해 조달되었다. 나머지 1천 5백 4십 5만 달러는 Yogen Früz 프로즌 요거트 및 스무디 체인을 설립한 성공적인 캐나다 기반 기업가 가족인 세루야 가족이 운영하는 회사에서 투자했다.
2009년 6월, 잠바는 스무디에서 초점을 바꾸어 랩, 샌드위치, 플랫브레드를 판매하기 시작했다.
2009년 7월, 잠바 주스는 만화가 데이비드 리스의 작품을 "표절"했다는 비판을 받은 광고 캠페인을 진행했다. 이 광고 캠페인은 리스의 "Get Your War On" 시리즈와 유사했다. 리스는 팬이 보낸 편지를 통해 잠바 주스 광고에 대해 알게 되었다. 리스는 "잠바 주스는 내 스타일을 베꼈고, 출처를 밝히지 않았으며, 이는 일종의 무례함이다"라고 말했다.
2016년 5월, 잠바 주스는 샌프란시스코 베이 에어리어의 높은 생활비 및 사업 비용을 이유로 본사를 에머리빌에서 프리스코로 이전한다고 발표했다. 2019년, 잠바 주스는 애틀랜타에 본사를 둔 Focus Brands에 인수되었고, 같은 해 이 체인점은 확장된 메뉴와 "주스"라는 단어에 대한 부정적인 건강 관련 의미를 반영하여 이름을 잠바로 변경했다.
2020년 8월 4일, 잠바는 도쿄에 일본 내 첫 매장을 열었다.

## 제품 확장
2007년 12월, 잠바는 네슬레와 협력하여 잠바 브랜드로 건강하고 미리 준비된 음료 제품군에 이름을 빌려줄 것이라고 발표했다. 2008년 12월 19일, Nestle USA와 잠바 주스의 보도 자료는 "...일관된 제조에 어려움이 있어 재고 및 품절 문제가 발생"하여 잠바 미리 준비된 제품의 판매 중단을 발표했다.
2014년 잠바 주스는 신선 주스 메뉴를 확장하고, 케일, 사탕무, 생강과 같은 신선한 재료로 주문 제작 주스 블렌드를 만들기 시작했다.

## 이노베이션 바
2016년 7월, 잠바는 올드 패서디나에 잠바 주스 이노베이션 바라는 콘셉트 매장을 열었다. 이노베이션 바는 19번째 매장을 일반적인 잠바 주스 매장의 약 두 배 크기의 매장으로 대체했다. 이 지점에서는 스무디와 함께 퀴노아 볼, 채소를 곁들인 장인 훔무스 토스트, 직접 만든 감자칩, 다양한 비건 식품 등 여러 가지 음식을 판매했다. 또한 더 넓은 Wi-Fi 식사 공간을 갖춘 첫 번째 지점이기도 했다. 잠바의 운영 담당 선임 이사인 맷 카프카는 이곳을 "남부 캘리포니아의 멋지고 힙한 장소"라고 묘사했다. 이 매장은 또한 거울 벽 예술과 다양한 과일 사진, 그리고 다양한 비디오 인사말을 보여주는 여러 대의 텔레비전 화면으로 장식되어 있었다. 2017년 1월 3일, 이노베이션 바는 문을 닫고 일반 잠바 매장으로 변경되었다.

## 같이 보기
- 파리크라상
- 파스쿠찌
- 던킨 도너츠
- 배스킨라빈스